# 惑眶燈魚
惑眶灯鱼（学名：Diaphus confusus）为輻鰭魚綱燈籠魚目灯笼鱼科的其中一種，分布於東南太平洋海域，屬深海魚類，棲息深度可達545-562公尺。

## 扩展阅读
維基物種上的相關：惑眶灯鱼